# Steatoda atrocyanea
Steatoda atrocyanea är en spindelart som först beskrevs av Simon 1880.  Steatoda atrocyanea ingår i släktet vaxspindlar, och familjen klotspindlar. Inga underarter finns listade i Catalogue of Life.